# Carrizal (República Dominicana)
Carrizal es un pueblo en San José de las Matas (República Dominicana). Se divide en dos partes: Carrizal arriba y Carrizal abajo. Tiene también más barrios pequeños, como Arroyo de la vieja, Tierra Colorada, Palo de Burro y Las Piedras, entre otros.
La localidad se determina básicamente como un campo. En Carrizal hay lugares atractivos como la capilla de La Milagrosa El Bar El Pilón, El Play Carrizal y demás.